# Barbadillo
Barbadillo è un comune spagnolo di 538 abitanti situato nella comunità autonoma di Castiglia e León.